# Руфь (лунный кратер)
Кратер Руфь (лат. Ruth), не путать с кратером Руфь на Венере — маленький ударный кратер в восточной части Океана Бурь на видимой стороне Луны. Название присвоено по еврейскому женскому имени и утверждено Международным астрономическим союзом в 1976 г.

## Описание кратера

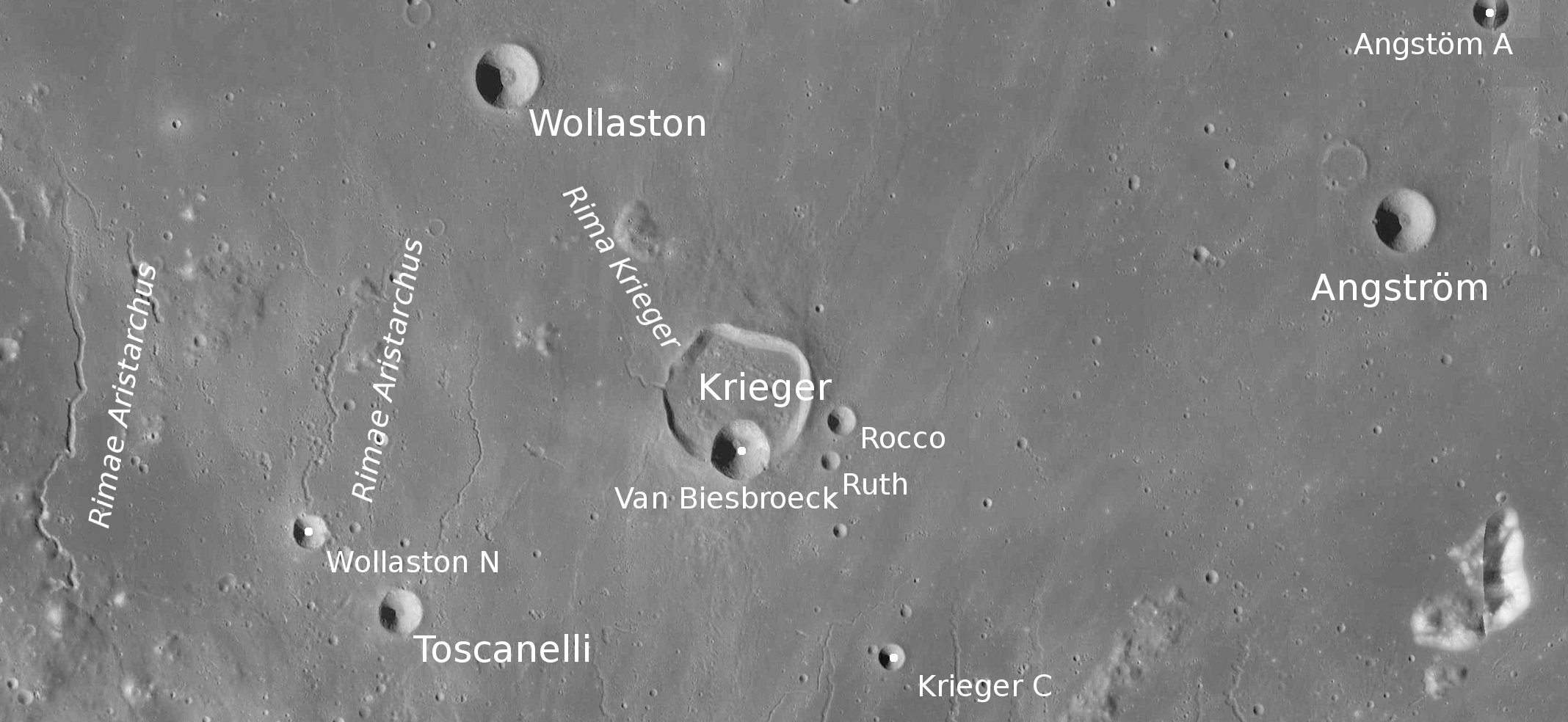
Окрестности кратера Руфь. Снимок зонда Lunar Reconnaissance Orbiter.

Ближайшими соседями кратера Руфь являются кратер Ван Бисбрук на западе; кратер Кригер на северо-западе; кратер Рокко на севере и кратер Принц на юге. На юге от кратера расположены борозды Аристарха; на юго-востоке находятся борозды Принца и, за ними, горы Харбингер; на юго-западе уступ Тосканелли. Селенографические координаты центра кратера 28°43′ с. ш. 45°04′ з. д. / 28,71° с. ш. 45,06° з. д., диаметр 3,1 км, глубина 0,5 км.
Кратер Руфь имеет циркулярную чашеобразную форму и практически не разрушен. Вал с четко очерченной острой кромкой и гладким внутренним склоном с высоким альбедо. Высота вала над окружающей местностью достигает 110 м, объем кратера составляет приблизительно 1 км³. По морфологическим признакам кратер относится к типу ALC (по названию типичного представителя этого класса — кратера Аль-Баттани C).

## Сателлитные кратеры
Отсутствуют.